# Gressier (ort)
Gressier är en ort i Haiti.   Den ligger i departementet Ouest, i den centrala delen av landet, 19 km väster om huvudstaden Port-au-Prince. Gressier ligger 33 meter över havet och antalet invånare är 25 947.

## Terräng och klimat
Terrängen runt Gressier är platt åt sydväst, men åt sydost är den kuperad. Havet är nära Gressier åt nordost.  Närmaste större samhälle är Carrefour, 12,4 km öster om Gressier. 